# Скудельница

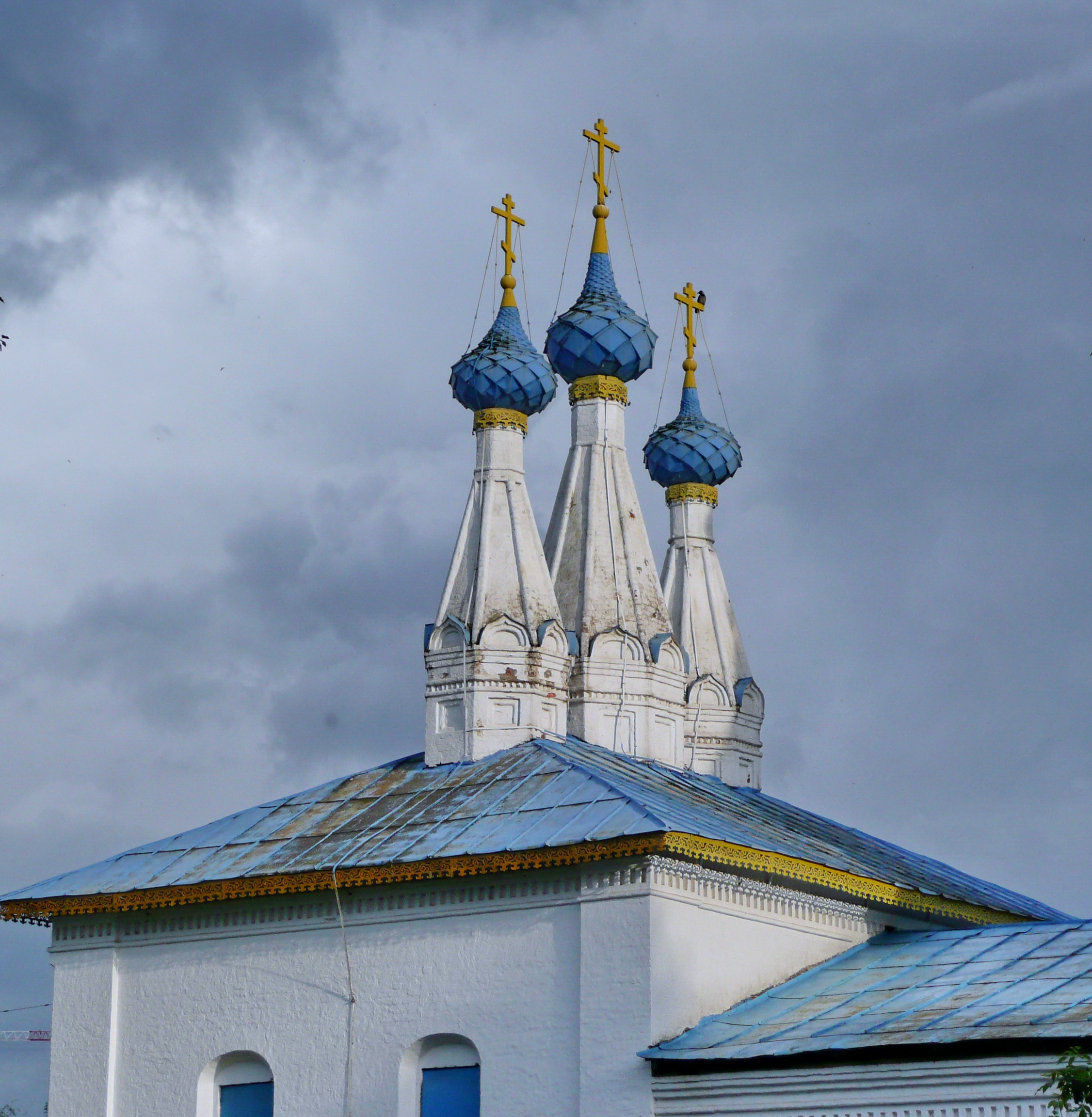
Церковь на Божедомке в Ярославле (XVII век)

Скудельница (скудельня, божий дом, божедомка, убогий дом, усыпальня, започивальня) — старинное русское название общей могилы, погоста или кладбища для странников, за погребенье которых некому было платить. Здесь также хоронили самоубийц и лиц, погибших внезапно, без причащения и покаяния.
Название происходит от евангельского рассказа, по которому первосвященники, получив от Иуды обратно 30 серебреников, купили «село скудельниче в погребение странным» (Мф 27:6-8). Слово др.-рус. скудѣль обозначает «глиняный сосуд, черепок»: в старину скудельницами назывались места, богатые глиной и к посевам не пригодные. Когда глину всю выбирали, место отдавали под погребение странников, нищих, инородцев и умерших в эпидемиях. В результате название могло переосмысляться в связи со словом «скудость».
В первый раз упомянуто о скудельнице в Новгородском летописце 1230 года, что архиепископ Спиридон поставил в Новгороде скудельницу у храма Двенадцати апостолов в яме на Прусской улице. Под 6738 (1230) годом в Воскресенской летописи имеется запись: «Того же лета бысть мор силен во Смоленци, сотвориша 4 скудельницы и положиша: в дву 16 тысящ, а в 3-й 7000, а в 4-й 9000; се же бысть по два лета».
В Софийском временнике под 1474 годом в первый раз упоминается о селе скудельничем в Москве. Убогие домы были по всей России, первые — в Новгороде, Киеве, Владимире, Москве.
Ежегодно в Семик (четверг перед Троицей), когда церковь поминает всех прежде почивших христиан — на скудельницы из ближайшего монастыря отправлялся крестный ход. Народ приходил туда с гробами, одеждами и саванами для мёртвых и погребал лежавшие там тела «заложных» покойников. После этого собравшимся нищим раздавалась милостыня и принесённые съестные припасы (блины, пироги, калачи и др.). При этом присутствовал иногда и государь и бояре. Царь Алексей Михайлович, особенно уважая этот обряд, устраивал и посещал убогие дома.
Со скудельницами связана история жизни преподобного Даниила Переяславского. После ухода из Пафнутьево-Боровского монастыря он ухаживал за скудельницами, находившимися на окраине Переславля-Залесского, а впоследствии, после того, как похоронил в них неизвестного странника, который лишь произносил одно слово «дядюшка», загорелся желанием построить над ними церковь. Сам Даниил Переяславский говорил, что именно благодаря этому безвестному страннику он и построил храм, а впоследствии — и Свято-Троицкий Данилов монастырь.
Английский дипломат Дж. Флетчер, в 1588 году посетивший Москву, пишет: «в зимнее время, когда все бывает покрыто снегом и земля так замерзает, что нельзя действовать ни заступом, ни ломом, они не хоронят покойников, а ставят их (сколько ни умрёт в течение зимы) в доме, выстроенном за городом, который называют Божедом, или Божий дом: здесь трупы накладываются друг на друга, как дрова в лесу, и от мороза становятся твёрдыми, как камень; весной же, когда лёд растает, всякий берёт своего покойника и предаёт его земле».
В середине XIX века Даль писал, что божедомки «в основном были уничтожены в 1767 году, но местами, в основном на севере» сохранялись и в его время. Он же сообщает, что над общими ямами читали молитву в Дмитриеву субботу и иногда ставили переносные часовни.